# The Great American Bash 1986
The Great American Bash (1986) fu la seconda edizione dell'evento di wrestling della serie Great American Bash, prodotto dalla Jim Crockett Promotions sotto l'egida della National Wrestling Alliance.
Per questa edizione la JCP utilizzò il brand "The Great American Bash" come titolo per un tour itinerante negli Stati Uniti. Nel 1986, si svolsero ben 13 show The Great American Bash e il campione NWA World Heavyweight Ric Flair difese la cintura contro Ricky Morton, Road Warrior Hawk, Ron Garvin, Nikita Koloff, Robert Gibson, Road Warrior Animal, Magnum T.A., Wahoo McDaniel e Dusty Rhodes. Rhodes sconfisse Flair il 26 luglio. Il rematch tra i due ebbe luogo il 2 agosto. Nikita Koloff e Magnum T.A. furono coinvolti in una serie di incontri "best of seven" title match con in palio la cintura NWA United States Championship. Le varie città dove si svolsero gli show nel 1986 furono in ordine: 1º luglio Filadelfia; 3 luglio Washington, D.C.; 4 luglio Memphis, Tennessee; 5 luglio Charlotte, Carolina del Nord; 9 luglio Cincinnati; 10 luglio Roanoke, Virginia; 12 luglio Jacksonville, Florida; 18 luglio Richmond, Virginia; 21 luglio Fayetteville, Carolina del Nord; 23 luglio Johnson City, Tennessee; 25 luglio Norfolk, Virginia; 26 luglio Greensboro, Carolina del Nord; e 2 agosto Atlanta, Georgia.

## Risultati

### 5 luglio 1986, Charlotte, Carolina del Nord (Memorial Stadium)
| N. | Risultati | Stipulazione                                                  |
| -- | --- | ------------------------------------------------------------- |
| 1  | Denny Brown (c) contro Steve Regal termina in pareggio                                                                        | Single match per il NWA World Junior Heavyweight Championship |
| 2  | Robert Gibson sconfigge Black Bart                                                                                            | Single match                                                  |
| 3  | The Minnesota Wrecking Crew (Ole & Arn Anderson) sconfiggono Sam Houston & Nelson Royal                                       | Tag team match                                                |
| 4  | Manny Fernandez sconfigge Baron von Raschke (con Paul Jones)                                                                  | Bunkhouse match                                               |
| 5  | Wahoo McDaniel sconfigge Jimmy Garvin (con Precious)                                                                          | Indian Strap match                                            |
| 6  | Ron Garvin sconfigge Tully Blanchard (con James J. Dillon)                                                                    | Taped Fist match                                              |
| 7  | The Road Warriors (Animal & Hawk) (con Paul Ellering) sconfiggono The Russian Team (Ivan & Nikita Koloff)                     | Russian Chain match                                           |
| 8  | Jimmy Valiant sconfigge Shaska Whatley (con Paul Jones)                                                                       | Hair vs. Hair match                                           |
| 9  | Dusty Rhodes & Magnum T.A. (con Baby Doll) sconfiggono The Midnight Express (Bobby Eaton & Dennis Condrey) (con Jim Cornette) | Steel cage match                                              |
| 10 | Ric Flair (c) sconfigge Ricky Morton                                                                                          | Steel cage match per l'NWA World Heavyweight Championship     |

### 26 luglio 1986, Greensboro, Carolina del Nord (Greensboro Coliseum)
| N. | Risultati | Stipulazione                                                 |
| -- | --- | ------------------------------------------------------------ |
| 1  | Steve Regal sconfigge Sam Houston | Single match                                                 |
| 2  | Black Bart & Konga the Barbarian sconfiggono Denny Brown & Italian Stallion                                                                          | Tag team match                                               |
| 3  | Manny Fernandez sconfigge Baron von Raschke (con Paul Jones)                                                                                         | Loaded Glove on a Pole match                                 |
| 4  | Wahoo McDaniel sconfigge Jimmy Garvin (con Precious)                                                                                                 | Indian Strap match                                           |
| 5  | Tully Blanchard (con James J. Dillon) sconfigge Ron Garvin                                                                                           | Taped Fist match                                             |
| 6  | The Rock 'n' Roll Express (Ricky Morton & Robert Gibson) contro The Minnesota Wrecking Crew (Ole & Arn Anderson) termina in pareggio                 | Tag team match                                               |
| 7  | Paul Jones (con Shaska Whatley) sconfigge Jimmy Valiant                                                                                              | Hair vs. Hair match                                          |
| 8  | Magnum T.A. sconfigge Nikita Koloff (con Ivan Koloff)                                                                                                | Serie "Best of 7" per l'NWA United States Championship (3-1) |
| 9  | The Road Warriors (Animal & Hawk) (con Baby Doll & Paul Ellering) sconfiggono The Midnight Express (Bobby Eaton & Dennis Condrey) (con Jim Cornette) | Steel cage match                                             |
| 10 | Dusty Rhodes sconfigge Ric Flair (c) | Steel cage match per l'NWA World Heavyweight Championship    |